# Gianna Nannini
Gianna Nannini (Siena, Toscana, 14 de junio de 1954) es una cantante y compositora italiana de música rock. Es una de las más importantes representantes del rock italiano con temas tan célebres como «Bello e impossibile», «Aria», «Profumo», «Centomila», «Ragazzo dell'Europa», «Sei nell'anima», «I maschi», «Io» y «Meravigliosa creatura», entre otros. Se hizo mundialmente conocida por cantar junto con el cantautor italiano Edoardo Bennato, la canción «Un'estate italiana» («Un verano italiano»), himno oficial de la Copa Mundial de Fútbol de 1990.

## Biografía
Segunda de tres hermanos, hijos del empresario de la industria confitera Danilo Nannini (1 de agosto de 1921-15 de febrero de 2007) y de Giovanna Cellesi (1923–2014). Sus hermanos son Guido y Alessandro Nannini, expiloto de Fórmula 1.
Estudió piano en el Conservatorio de Lucca y después se mudó a Milán para dedicarse exclusivamente a su carrera musical. En 1976 publicó su primer álbum con la discográfica Ricordi aunque el primer éxito lo obtuvo con el sencillo «América», incluido en el álbum California y que abrió a la cantante el mercado intercontinental. Sobre todo gracias a la colaboración con el productor Conny Plank, con quien participó en la banda sonora de Sconcerto rock y Latin Lover, un gran éxito internacional, donde el rock de Nannini llegó a ser mucho más europeo.
El fenómeno comienza en 1984, año en el cual salió Puzzle, su sexto disco. Realizó el vídeo de «Fotoromanza», para después partir con una gira europea de gran éxito. Entre otros, participó en el Festival de Jazz de Montreux. Entre agosto y octubre, estuvo en gira en las mayores ciudades italianas, unos 40 conciertos, con un total de aproximadamente 300 000 espectadores. «Fotoromanza», ayudado por el vídeo, saltó al primer puesto de la clasificación por dos meses, mientras Puzzle estuvo durante seis meses entre los diez primeros puestos de la lista italiana de álbumes. El disco estuvo también en los primeros puestos de las listas de Alemania, Austria y Suiza (donde Gianna recibió el disco de oro). Con la misma canción, Gianna venció el Festivalbar.
En 1986 salió el álbum Profumo, cuyo sencillo «Bello e impossibile», consiguió dos discos de platino en Italia, el disco de oro en Alemania y el de platino en Austria y Suiza. Al año siguiente, la compilación Maschi e altri vendió otro millón de copias. En 1990 grabó la canción «Un'estate italiana», famosa canción de la Copa Mundial de Fútbol de 1990. Gracias a esta composición, se dio a conocer en todo el mundo.
Se licenció en 1994 en la Facultad de Letras y Filosofía de la Universidad de Siena con las notas más altas de la promoción. Al año siguiente apareció en un balcón del Palacio Farnese, sede de la embajada francesa, e improvisó un concierto en protesta contra la decisión del gobierno francés de reanudar los experimentos nucleares en el atolón de Mururoa.

## Discografía

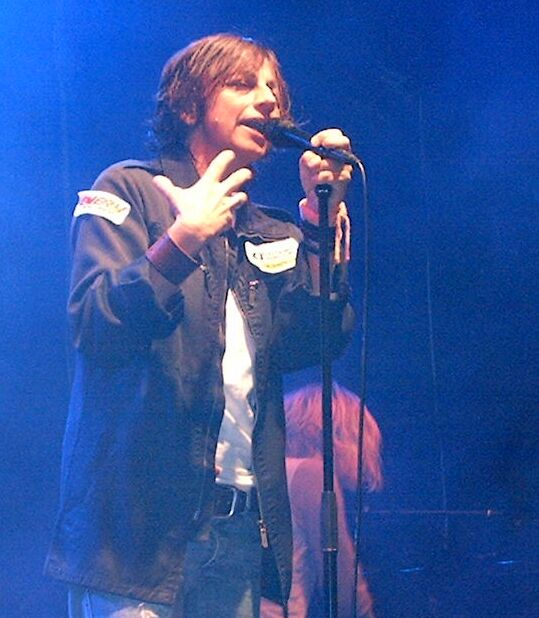
Nannni en 2005.

### Estudio
- 1976 - Gianna Nannini
- 1977 - Una radura...
- 1979 - California
- 1981 - G.N.
- 1982 - Latin Lover
- 1984 - Puzzle
- 1986 - Profumo
- 1988 - Malafemmina
- 1990 - Scandalo
- 1993 - X forza e X amore
- 1995 - Dispetto
- 1998 - Cuore
- 2002 - Aria
- 2006 - Grazie
- 2007 - Pia come la canto io
- 2009 - Giannadream - Solo i sogni sono veri
- 2011 - Io e te
- 2013 - Inno
- 2014 - Hitalia

### Colecciones
- 1987 - Maschi e altri
- 1996 - Bomboloni
- 2004 - Perle
- 2007 - GiannaBest
- 2011 - The Best of Gianna Nannini - Studio Sound Group - Smilax Publishing - Terza posizione in classifica in Svezia.

### Directo
- 1985 - Tutto live
- 1991 - Giannissima
- 2011 - Io e te Live[2]